# منتخب فيجي تحت 17 سنة لكرة القدم
منتخب فيجي تحت 17 سنة لكرة القدم (بالإنجليزية: Fiji national under-17 football team)‏ هو ممثل فيجي الرسمي في المنافسات الدولية في كرة القدم في فئة كرة قدم تحت 17 سنة للرجال، يديريه اتحاد فيجي لكرة القدم.